# Clotilde siedząca na sofie
Clotilde siedząca na sofie (hiszp. Clotilde sentada en un sofá) – obraz hiszpańskiego malarza Joaquína Sorolli namalowany techniką olejną w 1910 roku. Jego wymiary to: 180 × 110 cm.
Obraz przedstawia portret żony artysty, Clotilde García del Castillo, ujętej w pozycji siedzącej, ze wzrokiem skierowanym w stronę widza. Sorolla namalował suknię Clotilde bezpośrednio na gruncie płótna, by uzyskać efekt przezroczystości warstw materiału.
Obraz znajduje się w Muzeum Sorolli w Madrycie.